# Enköping
Enköping este un oraș în Suedia.

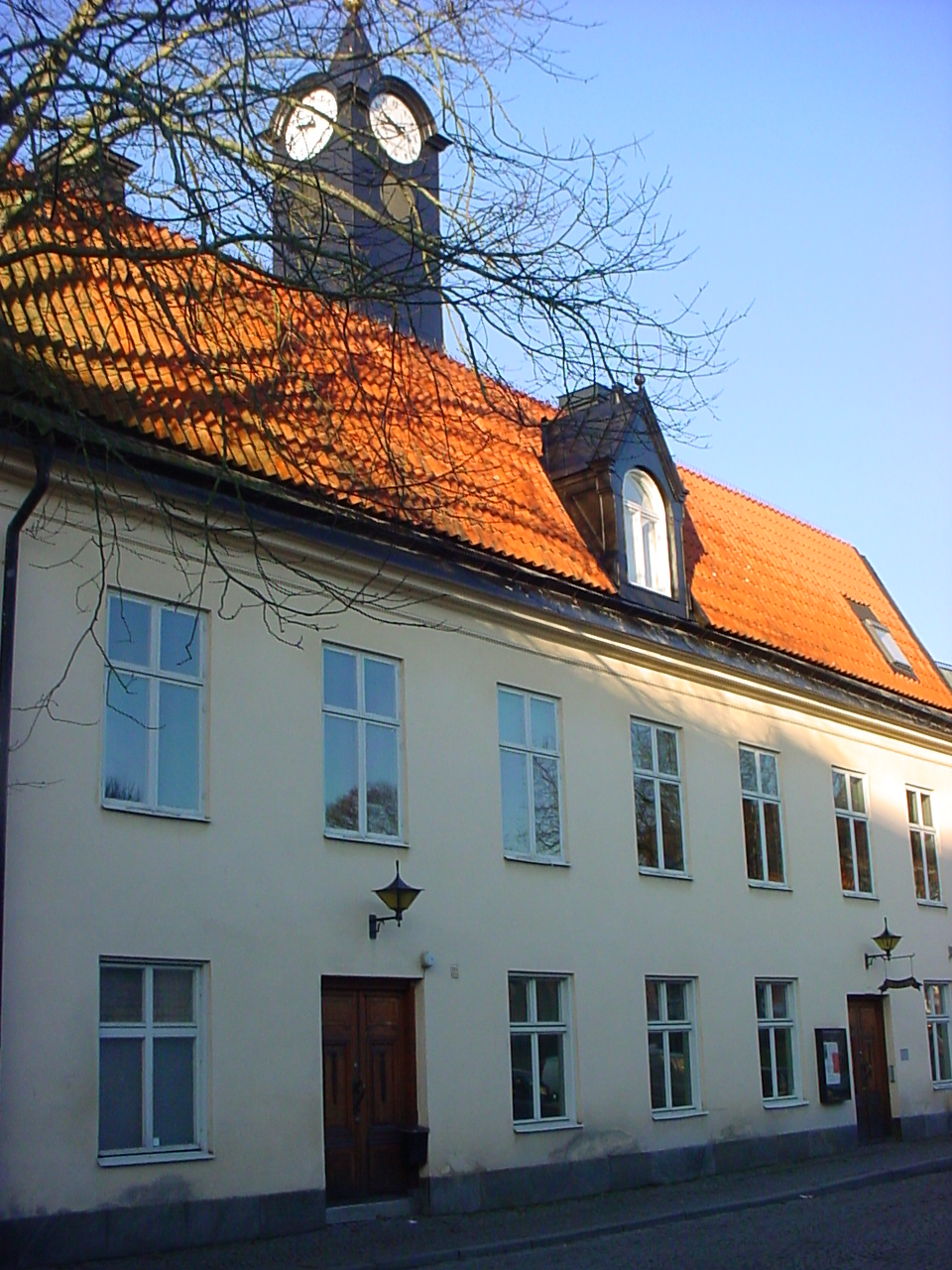
Primăria

Se află la o altitudine de 16 m deasupra nivelului mării. Are o suprafață de 1.126 ha. Populația este de 25.021 locuitori, determinată în 31 decembrie 2020.

## Demografie
| \| Evoluția demografică a zonei urbane Enköping, 1970–2015 \| Evoluția demografică a zonei urbane Enköping, 1970–2015 \| Evoluția demografică a zonei urbane Enköping, 1970–2015 \| Evoluția demografică a zonei urbane Enköping, 1970–2015 \| Evoluția demografică a zonei urbane Enköping, 1970–2015 \| \| --------------------------------------------------------------------------------------- \| ------------------------------------------------------- \| ------------------------------------------------------- \| ------------------------------------------------------- \| ------------------------------------------------------- \| \| An \| \| \| Locuitori \| \| \| 1970 \| 1970 \| \| 19.066 \| 19.066 \| \| 1975 \| 1975 \| \| 18.541 \| 18.541 \| \| 1980 \| 1980 \| \| 18.566 \| 18.566 \| \| 1990 \| 1990 \| \| 18.673 \| 18.673 \| \| 1995 \| 1995 \| \| 19.143 \| 19.143 \| \| 2000 \| 2000 \| \| 19.147 \| 19.147 \| \| 2005 \| 2005 \| \| 20.204 \| 20.204 \| \| 2010 \| 2010 \| \| 21.121 \| 21.121 \| \| 2015 \| 2015 \| \| 22.553 \| 22.553 \| \| Sursa: SCB - Statistika Centralbyrån, Folkmängden per tätort. Vart femte år 1960 - 2016 \| \| \| \| \| |      |  |           |        |
| Evoluția demografică a zonei urbane Enköping, 1970–2015 |      |  |           |        |
| An |      |  | Locuitori |        |
| 1970 | 1970 |  | 19.066    | 19.066 |
| 1975 | 1975 |  | 18.541    | 18.541 |
| 1980 | 1980 |  | 18.566    | 18.566 |
| 1990 | 1990 |  | 18.673    | 18.673 |
| 1995 | 1995 |  | 19.143    | 19.143 |
| 2000 | 2000 |  | 19.147    | 19.147 |
| 2005 | 2005 |  | 20.204    | 20.204 |
| 2010 | 2010 |  | 21.121    | 21.121 |
| 2015 | 2015 |  | 22.553    | 22.553 |
| Sursa: SCB - Statistika Centralbyrån, Folkmängden per tätort. Vart femte år 1960 - 2016 |      |  |           |        |